# Ryo Matsumura
Ryo Matsumura (født 15. juni 1994) er en japansk fodboldspiller, som spiller for den japanske fodboldklub AC Nagano Parceiro.